# Петреску, Анка
Мира Анка Виктория Мэркулец Петреску (рум. Mira Anca Victoria Mărculeţ Petrescu; 20 марта 1949, Сигишоара, Муреш — 30 октября 2013, Бухарест) — румынский архитектор и политический деятель, наиболее известна как главный архитектор Дворца Парламента в Бухаресте, крупнейшего в мире гражданского административного здания.

## Биография
Анка Петреску родилась 20 марта 1949 года в Сигишоаре в семье хирурга. В 1973 году она окончила Архитектурный институт имени Иона Минчу в Бухаресте.
Румынский диктатор Николае Чаушеску начал вынашивать идею постройки Дома Народа в 1977 году после сильнейшего землетрясения, унесшего жизни полутора тысяч человек и превратившего большие участки в центре Бухареста в руины. Первые заказы на разработку генерального плана поступили ведущим румынским архитекторам в том же году, но собственные представления Чаушеску о проекте неоднократно менялись, из-за чего строительство постоянно откладывалось. Петреску всерьёз взялась за проект в 1981 году, для чего ей пришлось уйти с работы и три месяца самостоятельно работать над макетом будущего здания. Она лично написала Чаушеску, благодаря чему её проект попал на конкурс и был выбран из всех претендентов.
В 32 года Петреску была назначена главным архитектором здания. Под её началом работала команда из семи сотен архитекторов и не меньше двадцати тысяч строителей. Строительство началось в июне 1984 года и продолжалось круглосуточно до свержения Чаушеску в 1989 году. Диктатор сам регулярно наведывался на место строительства с инспекцией, но даже через тридцать лет после его смерти здание так и не было полностью завершено.
После свержения Чаушеску Анка Петреску оказалась в опале. Из-за гигантской стройки, которой она руководила, было снесено множество жилых построек, три исторических района Бухареста были снесены вместе с 27 церквями и синагогами. Проект был страшно затратным для государственного бюджета. В 1990 году группа архитекторов добивалась суда над Петреску, обвиняя её в растрате средств и даже в геноциде, однако до юридического преследования дело так и не дошло. Петреску в том же году уехала в Париж работать над сетью отелей. Работы над зданием, которое вскоре получило название Дворец Парламента, продолжились в 1994 году. Петреску позднее принимала участие в доработке отдельных его элементов.
После возвращения в Румынию Петреску занялась политикой. В 2004 году она была избрана в парламент от националистической партии Великая Румыния. Через год баллотировалась на пост мэра Бухареста, но набрала лишь четыре процента голосов.
В сентябре 2013 года Анка Петреску, попав в серьёзную автомобильную аварию, впала в кому. 30 октября 2013 года она скончалась, не приходя в сознание.